# Dedekind-som
in de getaltheorie, een deelgebied van de wiskunde, is een Dedekind-som, vernoemd naar de Duitse wiskundige Richard Dedekind, een bepaalde som van producten van een zaagtandfunctie. Zij wordt gegeven door een functie D van drie geheeltallige variabelen. 
Dedekind introduceerde de Dedekind-som om de functionaalvergelijking van de Dedekind-eta-functie uit te drukken. Dedekind-sommen zijn vervolgens bestudeerd in de getaltheorie en hebben zich ook in een aantal problemen binnen de topologie geopenbaard. Dedekind-sommen gehoorzamen aan een groot aantal relaties op zichzelf. 

## Definitie
Voor de gehele getallen {\displaystyle p,q} en {\displaystyle r\neq 0} is de dedekind-som gedefinieerd als:
{\displaystyle D(p,q;r)=\sum _{n=1}^{r-1}\left(\!\!\left({\frac {pn}{r}}\right)\!\!\right)\left(\!\!\left({\frac {qn}{r}}\right)\!\!\right)}
waarin {\displaystyle (\!(\,\cdot \,)\!)} de zaagtandfunctie is, gedefinieerd door  
{\displaystyle (\!(x)\!)={\begin{cases}x-\lfloor x\rfloor -{\tfrac {1}{2}},&{\text{als }}x\in \mathbb {R} \setminus \mathbb {Z} ,\\0,&{\text{als }}x\in \mathbb {Z} \end{cases}}}
In het geval {\displaystyle p=1} schrijft men wel:
{\displaystyle s(q,r)=D(1,q;r)}